# Lîpivka, Tomașpil
Lîpivka (în ucraineană Липівка) este localitatea de reședință a comunei Lîpivka din raionul Tomașpil, regiunea Vinnița, Ucraina.

## Demografie
Componența lingvistică a localității Lîpivka
     Ucraineană (99,32%)
     Alte limbi (0,68%)
Conform recensământului din 2001, majoritatea populației localității Lîpivka era vorbitoare de ucraineană (99,32%), existând în minoritate și vorbitori de alte limbi.